# Preto (mitología)
En la mitología griega, Preto (en griego Προῖτος: Proítos) es el nombre de varios personajes:
- Preto, rey de Tirinto y hermano de Acrisio. Homero dice que fue visitado por Belerofonte pero Hesíodo opina que sus hijas fueron curadas por Melampo.[1]
- Preto, de la estirpe de Corinto, era hijo de Tersandro y nieto de Sísifo. Pausanias dice que fue padre de Mera, de quien dicen murió siendo aún virgen.[2] Un escoliasta lo confunde con el Preto antes citado.[3]
- Preto, natural de Tebas, según Pausanias dio su nombre a la Prétide, una de la siete puertas que custodiaban Tebas.[4] Según Antonino Liberal fue el padre de Galantis, una comadrona que asistió a Alcmena durante el alumbramiento a Heracles.[5]
- Preto, según las Argonáuticas, era hijo de Nauplio y tatarabuelo del segundo Nauplio.[6]
- Preto, referido por Estéfano de Bizancio, que no acalara si se refiere al hijo de Agenor o a su descendiente, el hijo de Abante.[7]